# Marolles-sur-Seine
Marolles-sur-Seine é uma comuna francesa localizada na região administrativa da Île-de-France, no departamento Sena e Marne. A comuna possui 1239 habitantes segundo o censo de 1990.